# Woodchurch, Merseyside
Woodchurch är en ort i distriktet Wirral, i grevskapet Merseyside, i England. Woodchurch var en civil parish fram till 1933 när blev den en del av Birkenhead St Mary. Civil parish hade 113 invånare år 1931.